# Dryomys niethammeri
Dryomys niethammeri es una especie de roedor de la familia Gliridae.

## Distribución geográfica
Es  endémica de Pakistán. 